# SH903iTV
FOMA SH903iTV（フォーマ・エスエイチ きゅう まる さん アイティーヴィー）は、シャープによって開発された、NTTドコモの第三世代携帯電話 (FOMA) 端末である。

## 概要
ドコモ初のAQUOSケータイで、ソフトバンクモバイル向けのSoftBank 905SHと同じサイクロイド方式を採用する。905SHと比べ薄型化されたボディには、3.0インチワイドディスプレイを搭載する。販売当初は、ワンセグ対応音声端末としては最大級だった。ワンセグ視聴可能時間が他のAQUOSケータイの中で一番長い。
搭載されているカメラは、有効画素数約200万画素（記録画素数約190万画素）のCMOS。オートフォーカスには非対応で、ライトがついていない。また、その後しばらくシャープ製FOMA端末にはカメラ用ライトが搭載されなかったがSH906iで復活した。テレビ電話用のサブカメラは、有効画素数約11万画素（記録画素数約10万画素）のCMOS。外部メモリーカードはSH903iに引き続き、microSD（2GBまで。ドコモ発表）に対応。TransFlashには対応していない。ボタンは青色に光る。
| 主な対応サービス           | 主な対応サービス                    | 主な対応サービス         | 主な対応サービス                                  |
| -------------------------- | ----------------------------------- | ------------------------ | ------------------------------------------------- |
| DCMX／おサイフケータイ     | うた・ホーダイ                      | 着うたフル／着うた       | デジタルオーディオプレーヤー(AAC)（SDオーディオ） |
| 直感ゲーム／メガiアプリ    | Music&Videoチャネル／ビデオクリップ | 3Gローミング             | プッシュトーク                                    |
| FOMAハイスピード           | GPS／ケータイお探し                 | デコメール／デコメ絵文字 | iチャネル                                         |
| 着もじ                     | テレビ電話／キャラ電                | 電話帳お預かりサービス   | フルブラウザ                                      |
| おまかせロック／バイオ認証 | 外部メモリー／iモードコンテンツ移行 | トルカ                   | iC通信／iCお引越しサービス                        |
| きせかえツール／マチキャラ | バーコードリーダ／名刺リーダ        | 2in1                     | エリアメール                                      |

### プリインストールiアプリ
- モンスターハンターi for SH
- Gガイド番組表リモコン
- DCMXクレジットアプリ
- ケータイクレジットiD

### ワンセグ機能
- EPG（録画予約も可）
- 外部メモリ (microSD) への録画
- 字幕放送
- マルチウィンドウ
- FMトランスミッターによるワイヤレス音声出力
- 同社液晶テレビ「AQUOS」にも採用されている、映像をより鮮やかに再現する「SV (Super Vivid) エンジン」
- 明るさセンサーによる自動調光
- 連続視聴時間 約5時間20分

## その他
- ミュージック機能　SD-Audio(AAC)/AAC/着うたフル
- AQUOSケータイで本体が液晶側を挟み込むヒンジ構造になっているのは、現在のところ本機とSH-01A、SH-07Aのみである。
- 同機以降、2008年冬モデルのSH-01Aまでドコモ向けのAQUOSケータイはテレビコマーシャルが放映されなかった。
- AQUOSケータイで初めて、15KBのFeliCaチップ及びiC通信を搭載。au向けのW61SH発売までは、Faver2.0に対応した唯一のAQUOSケータイであった。

## 歴史
- 2006年10月12日: D903i・D903iTV・F903i・F903iX HIGH-SPEED・N903i・N902iL・P903i・P903iTV・P903iX HIGH-SPEED・SH903i・SH903iTV・SO903i・SIMPURE L1・SIMPURE N1の開発発表。
- 2006年11月24日：技術基準適合証明 (TELEC) 通過。
- 2006年11月30日：電気通信端末機器審査協会 (JATE) 通過。
- 2007年2月28日 : 発売開始。
- 2007年8月3日 : 新色「Pink」発売開始。

## 不具合
- 2007年8月2日:ワンセグ予約録画機能の不具合（録画が途中で終了するなどの事象）及び、Gガイド番組表リモコンのバージョンアップが出来ない不具合。その症状に関しては2007年6月29日に報道されていた。